# Wilhelmus van Elk
Wilhelmus van Elk (Leeuwen, 5 mei 1900 – Bemmel, 7 april 1978) was een Nederlands burgemeester.

## Familie
Van Elk was de derde zoon in een gezin van vijf jongens en twee meisjes. Zijn ouders, Johannes van Elk en Wilhelmina Herckenrath, hadden een boerderij in Boven-leeuwen. Hij trouwde in 1930 met Hendrica van Duren uit Ewijk. Uit dit huwelijk werd een zoon geboren. Na haar overlijden in 1935, hertrouwde hij in 1938 met Everdina van Tienen uit Nijmegen en uit dat huwelijk werden 5 kinderen geboren. Zijn jongere broer Antoon van Elk is ook burgemeester geweest.

## Loopbaan
Van Elk behaalde de akten Gemeente-Administratie I en II, de MO-akte Staatsinrichting en het MO-diploma Sociologie. Hij was gemeentesecretaris in de gemeenten Ewijk en Voorhout en werd in 1936 benoemd tot burgemeester en gemeentesecretaris in de gemeente Westervoort. Vier jaar later (1940) volgde zijn benoeming tot burgemeester van de gemeente Bemmel. In 1965 ging hij met pensioen. Daarnaast was hij lid van de Provinciale Staten (1950-1962) van Gelderland voor de KVP. Na de oorlog werd hij benoemd tot lid van de provinciale adviescommissie voor de zuivering van Gelderse burgemeesters.
Van Elk was regent-penningmeester van de Stichting Sint Liduina in Bemmel, opleider Gemeente-Administratie I en II, president-commissaris van de N.V. Waterleiding Maatschappij Gelderland en mede-oprichter en bestuurder van de pottenbakkerij Het Ambacht Haalderen. Daarnaast was hij bestuurslid-penningmeester van de Vereniging Nationale Bedevaarten in Den Bosch.
Van Elk was Ridder in de Orde van Oranje-Nassau, Ridder in de pauselijke Orde van Sint-Gregorius de Grote en ontving voor zijn bewezen diensten de Watersnoodmedaille 1926.
Hij overleed op 78-jarige leeftijd.